# Station Sarajevo
Station Sarajevo (Bosnisch: Glavna željeznička stanica u Sarajevu) is een treinstation in Sarajevo, de hoofdstad van Bosnië en Herzegovina. 
Het eerste treinstation werd geopend in 1882, tegelijk met de voltooiing van de spoorlijn van Bosanski Brod naar Doboj. 
Na de Tweede Wereldoorlog werd er een nieuw station ontworpen. Voor het ontwerp werd een prijsvraag uitgeschreven. Deze werd gewonnen door een groep architecten uit Tsjechoslowakije, maar door spanningen tussen Joegoslavië en de Sovjet-Unie, en daarmee ook de rest van het Oostblok, zagen de architecten van de opdracht af, waarna lokale Joegoslavische architecten het werk overnamen. Het nieuwe gebouw werd in 1952 geopend.
Tijdens de belegering van Sarajevo in de Joegoslaviëoorlog raakte het station aanzienlijk beschadigd. Hoewel dit werd hersteld, kreeg het Bosnische treinverkeer wel te lijden onder de gevolgen van het tijdens de oorlog beschadigde spoor, waardoor de passagiersaantallen daalden.

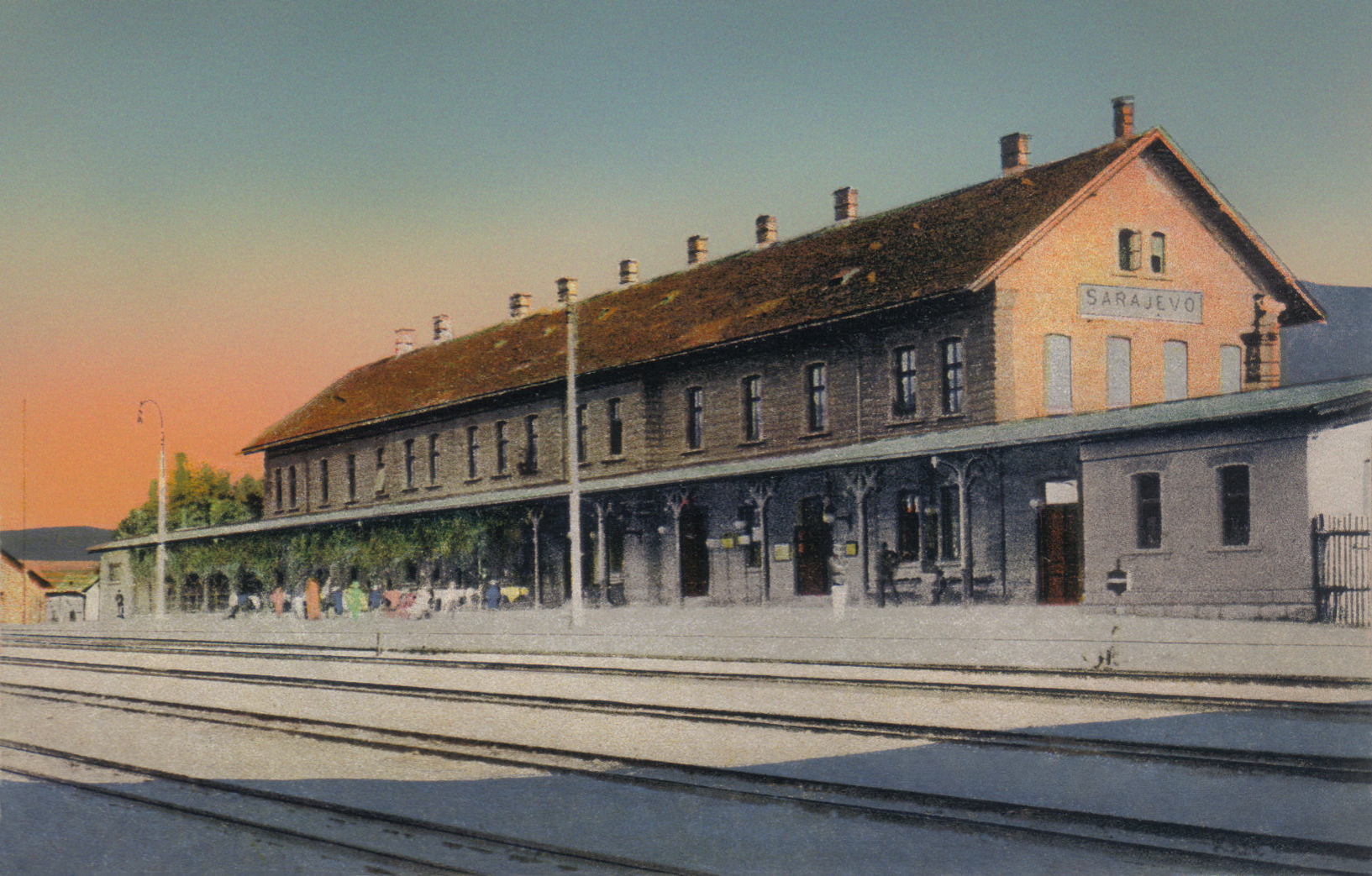
Het oorspronkelijke stationsgebouw uit 1882